# Брикебек-ан-Котантен
Брикебек-ан-Котантен (фр. Bricquebec-en-Cotentin) — муніципалітет у Франції, у регіоні Нижня Нормандія, департамент Манш. Брикебек-ан-Котантен утворено 1 січня 2016 року шляхом злиття муніципалітетів Брикебек, Ле-Перк, Кеттето, Сен-Мартен-ле-Ебер, Ле-Вальдесі i Ле-Врето. Адміністративним центром муніципалітету є Брикебек. Населення — 5867 осіб (01.01.2021).